# Daphoenictis
Daphoenictis è un mammifero carnivoro estinto, appartenente alla famiglia degli anficionidi; deve il suo nome alla somiglianza con i gatti (alla lettera sarebbe "Daphoenus gatto").
Vissuto nel periodo Priaboniano dell'Eocene (37,2 - 33,9 milioni di anni fa), era diffuso dal Canada centrale fino al Texas e condivideva l'habitat con la specie Daphoenus lambei da cui forse discende, essendo la seconda già presente sul territorio da molto prima nell'Eocene.
Di Daphoenictis non si conosce ancora lo scheletro completo, ma una dozzina di singoli reperti provenienti ognuno dai vari siti: da Calf Creek in Canada (in cui si è trovata una mascella sinistra inferiore), al Toadstool Park in Nebraska (che ci ha restituito invece una mandibola inferiore completa di canino e una scatola cranica parziale, ma completa della zona uditiva), ad altre limitate collezioni in Montana, Wyoming (dove i fossili delle due specie sono entrambi presenti) e Texas.
La dentatura presenta la cuspide accessoria distale del terzo premolare più sviluppata rispetto ai generi affini Daphoenus e Brachyrhynchocyon. In virtù di questo i paleontologi che lo hanno studiato considerano Daphoenictis un predatore più efficiente degli altri esponenti dei Daphoeninae.
Dal sito di Toadstool Park è emersa una intera fauna composta, oltre che dal Daphoenictis, anche da Toxotherium (un antenato dei rinoceronti), Pseudoprotoceras e Leptomeryx (due primitivi artiodattili).